# 愛麗絲與藏六
《愛麗絲與藏六》是今井哲也創作的日本漫畫作品。2012年12月於德間書店漫畫雜誌《月刊COMIC龍》開始連載。於2013年日本第17届日本新媒體動漫藝術節上摘得新人奖，截止2022年4月单行本累计销量100万本。2017年4月，由樱美胜志担任执导，J.C.STAFF製作成動畫，並於東京都會電視台、京都放送、日本BS放送等電視頻道播出。

## 故事簡介
故事描述擁有「愛麗絲之夢」的主人公紗名逃出研究所後的故事。
以前一直住在研究所的她因為有強大的魔力而被稱為「赤之女王」，名字是由長夜和朝日取的。逃離研究所，紗名很快就因沒吃飽而無法不停使用力量，也因此她與藏六相遇了。住在藏六家她受到早苗的照顧過的很開心，可是研究人員也展開了追蹤行動，他們派出同時擁有愛麗絲之夢的長夜、朝日、鬼頭浩一、克雷歐、米莉亞姆·C·立花等人將紗名帶走。一條雫出面協助救走了紗名和藏六，其他愛麗絲之夢也被帶走，紗名就此住在藏六家，並成為他的孫女。

## 登场人物

### 主要人物
樫村紗名（／ Kashimura Sana），聲：大和田仁美
本作主角。一头金发的少女。
拥有“将自己的想象力在现实世界具现化”的“爱丽丝之梦”能力，并且将研究室地下空间改写成远超过实际空间大小的並基于《爱丽丝梦游仙境》创造的空间“wonderland”，由于其能力非常强大，被研究所以代号“红之女王”称呼。
沒有進入研究所之前的記憶，在研究所期間意識一直處於意識模糊，直至雛霧姐妹被安排至身邊時才開始有自我意識。看見某次研究所事故後，而決意逃離研究所，逃離期間與樫村藏六相遇而寄住於他家中。在研究所被取缔后正式入籍到樫村家。从米莉·C所述，实际上其是研究室地下空间各种生物基于想了解外面的世界而产生的“爱丽丝之梦”所随机组合产生的非人类个体，也就是其没有进入研究所的记忆的原因。
在遇到羽鸟后，由于羽鸟的能力导致众人被控制感到困惑，于是将羽鸟抓入“wonderland”戏弄，结果两人能力对冲后纱名失去对“wonderland”的控制而被困，在被困时谈心相互了解后明白到羽鸟的困境并开导了，最后从“wonderland”出来后答应与羽鸟和步成为好友，紗名事後也前往羽鸟和步的小學就讀成為其學妹。
樫村藏六（／ Kashimura Zouroku），聲：大塚明夫
有着浓密白胡子的老爷爷。1943年出生。平时沉默寡言，一副愁苦的样子，多被形容像画一般的顽固老头，极度厌恶不合理之事。开有自己的花店“樫村生花”，交友甚广，认识在内阁情报室工作的内藤龙和黑社会的組長等人。紗名逃往東京時因為盯著便利商店的便當而使雙方結識，自此也捲入紗名和研究室的追逐戰。
從米莉亚姆·C·立花和其友人内藤龙口中得知紗名並非人類，但仍將紗名當成孫女撫養長大，亦常告誡紗名不要過於依賴“爱丽丝之梦”的能力。原作中有暗示在紗名長大後安祥離世。
樫村早苗（／ Kashimura Sanae），聲：豐崎愛生
藏六的孙女。自幼父母双亡而和藏六相依为命。性格慢调温柔，总是保持微笑。擅长下厨。對爺爺帶回的神祕女孩-紗名感到好奇，之後相處亦將紗名當成自己的妹妹照顧。
米莉亚姆·C·立花事件中得知紗名並非普通女孩，但仍未另眼看待，依舊每天準備紗名愛吃的食物並照顧她，紗名也將早苗視為自己的親姊姊而相處融洽。
一條雫（／ Ichijōu Shizuku），聲：小清水亞美
内阁情报室特务机动B班所属。协助紗名逃出研究所和对抗米莉·C的抓捕。本身喜欢看魔法女仆动画，在一次睡梦觉醒了爱丽丝之梦。其能力为召唤故事动画中魔法女仆使用的魔法仓库，其中收录了666种兵器与13本魔法书，被其使用得相当灵活。
山田纪子（配音：广濑有纪）
一条的后辈，在工作内阁情报室工作。十分痴迷一条，甚至为她制造了一套跟踪爱丽丝之梦能力者的系统，经常与一条搭档工作。原本單純是一條雫的跟蹤狂，但期駭客能力反被一條雫延攬至内阁情报室內工作。
内藤龙（配音：大塚芳忠）
在工作内阁情报室工作，藏六的熟人。以暧昧不明的态度忽悠周围的人，但似乎相当能干。很早就留意到Creis & Clark Japan制药公司的研究，并且对于纱名的出逃持默许的态度，之后借纱名被抓捕做成的破坏，对Creis & Clark Japan制药公司的研究所进行了控制，同時暗中協助纱名的戶籍問題，讓藏六能更順利收養纱名，也同時安置Creis & Clark Japan制药公司旗下的能力者。
在由于纱名对“wonderland”的失控导致“wonderland”向现实世界干涉时，暗中将爱丽丝之梦的资料交给政府部门让其公开。
敷岛羽鸟（配音：内田秀）
小学女生。由于父母经常为其吵架，所以向神祈求只想要温柔又恩爱的父母而觉醒了爱丽丝之梦能力，能力是“能够从人们身上夺走想像力，使其听从自己的命令”。
由于无法完全控制自己的能力导致周围人被无意控制而害怕，和挚友一起离家出走，来到纱名居住的地方并遇到了纱名。
由于无法控制纱名而震惊，而且母亲之后对其的关爱是由于其能力后，变得十分沮丧并拒接和其他人交往。在被纱名抓入“wonderland”后，结果两人能力对冲后纱名失去对“wonderland”的控制，在和纱名一起找出逃脱的方法时，和纱名交谈到与亲人的关系而被纱名开解，之后逃出“wonderland”后也得知父母在没有其控制下仍然关心自己而感动，之后和纱名答应成为朋友。
美浦步（配音：高桥未奈美）
小学女生，羽鸟的挚友。第一人稱是“僕”，擅長踢足球，中性裝扮，本身並無爱丽丝之梦能力。跟随羽鸟一起离家出走，羽鸟觉醒了爱丽丝之梦能力時依舊不離不棄，担心着为能力感到苦恼的羽鸟。之後羽鸟和纱名被困“wonderland”時也在多方奔走尋找兩人，之后亦跟羽鸟一同答應成為纱名的朋友。
帅气的大姐姐（配音：田村由加莉）
本故事的旁白。故事初期纱名逃出研究所時出面替她阻擋追兵，同時建議纱名前往東京躲藏，并且在纱名被米莉·C抓捕时，在某个空间指引她找藏六，之後被揭露出真實身份為一条雫。

### 其他人物
鬼头浩一（配音：松風雅也）
Creis & Clark制药厂日本分所职员，负责控制紗名的行动，在紗名逃离研究所后，身先士卒地执行抓捕紗名的行动，但在米莉·C抓捕落败后，随即被内藤龙的人员控制後狀況不明。個性看似人畜無害的好好先生但抓捕紗名時的手段可一點也不手軟。
米莉亚姆·C·立花（配音：能登麻美子）
通称“米莉·C”。曾经在美军中工作，在与丈夫死别后，觉醒了“能随时召唤出丈夫的手臂”的爱丽丝之梦。之后被Creis & Clark制药厂日本分所所招募，为了借助紗名的能力能复活丈夫，在故事中参与了紗名的抓捕，并且为了抓捕其而不惜一切，但之后在和一条的对决中落败而被捕，并被驱逐回美国。
雛霧朝日（／ Hinagiri Asahi），聲：藤原夏海
雛霧夜长的姐姐。性格自由奔放，十分活跃，爱丽丝之梦为“召唤出带锁链的物件”。
小时候和妹妹由于遭遇家庭暴力并各自觉醒能力后被利用，由Creis & Clark的研究所收归保护，并负责照顾纱名。由于自身的经历而不希望纱名到外面的世界，所以在纱名逃出研究所后被安排抓捕行动并试图劝说其回去。在米莉·C的抓捕失败并研究所被取缔后，由内藤龙安排了在外面的生活。
小时候姐妹两人十分相像，在得到研究所保护后，姐姐以扎双卷发作为区分。
雛霧夜长（／ Hinagiri Yonaga），聲：鬼頭明里
雛霧朝日的妹妹。与顽皮的姐姐相反，性格柔弱，是个稳重派，经常担当支援。爱丽丝之梦为“召唤弓箭并随心所欲地放箭”。
小时候和姐姐由于遭遇家庭暴力并各自觉醒能力后被利用，由Creis & Clark的研究所收归保护，并负责照顾纱名。由于自身的经历而不希望纱名到外面的世界，所以在纱名逃出研究所后被安排抓捕行动并试图劝说其回去。在米莉·C的抓捕失败并研究所被取缔后，由内藤龙安排了在外面的生活。
小时候姐妹两人十分相像，在得到研究所保护后，妹妹以扎长马尾作为区分。
克雷欧（配音：內田秀）
Creis & Clark制药厂日本分所内白色头发的男孩，具有将所画的内容覆写具现化的爱丽丝之梦能力，跟紗名等人相比給人感覺很冷淡，一心只想趕緊結束補抓紗名的鬧劇回研究所。在研究所被取缔后行踪不明。

## 用语
爱丽丝之梦
本作中对特定具有超能力的人的总称。故事设定中，在2000年后大量出现，并由美军的研究部门所发现并命名。
所有的能力都是通过一种名为镜之门的媒介，将想像的物体在现实世界中具现出来。
由于使用能力需要消耗很多体力，所以这类能力者平时都需要大量进食。

## 出版書籍
| 冊數 | 德間書店       | 德間書店               | 台灣角川      | 台灣角川               |
| 冊數 | 發售日期       | ISBN                   | 發售日期      | ISBN                   |
| ---- | -------------- | ---------------------- | ------------- | ---------------------- |
| 1    | 2013年4月13日  | ISBN 978-4-19-950337-5 | 2025年2月20日 | ISBN 978-626-415-308-9 |
| 2    | 2013年9月13日  | ISBN 978-4-19-950356-6 | 2025年2月20日 | ISBN 978-626-415-309-6 |
| 3    | 2014年3月13日  | ISBN 978-4-19-950391-7 | 2025年5月8日  | ISBN 978-626-415-701-8 |
| 4    | 2014年10月13日 | ISBN 978-4-19-950419-8 | 2025年5月8日  | ISBN 978-626-415-702-5 |
| 5    | 2015年4月13日  | ISBN 978-4-19-950447-1 | 2025年7月10日 | ISBN 978-626-435-052-5 |
| 6    | 2016年4月13日  | ISBN 978-4-19-950503-4 | 2025年7月10日 | ISBN 978-626-435-053-2 |
| 7    | 2016年11月11日 | ISBN 978-4-19-950534-8 |               |                        |
| 8    | 2017年5月13日  | ISBN 978-4-19-950565-2 |               |                        |
| 9    | 2019年12月13日 | ISBN 978-4-19-950693-2 |               |                        |
| 10   | 2022年4月13日  | ISBN 978-4-19-950775-5 |               |                        |
| 11   | 2023年7月13日  | ISBN 978-4-19-950820-2 |               |                        |
| 12   | 2024年2月13日  | ISBN 978-4-19-950845-5 |               |                        |
| 13   | 2024年12月13日 | ISBN 978-4-19-950886-8 |               |                        |

## 電視動畫
由J.C.STAFF製作，第一集長約44分鐘，總共12集。導演由櫻美勝志負責，劇本統籌由高山文彦負責，角色設定由岩倉和憲負責，音樂由音樂團體TO-MAS SOUNDSIGHT FLUORESCENT FOREST製作。
2017年4月2日起於日本TOKYO MX、KBS京都、SUN電視台、BS11及AT-X等電視頻道播映，4月5日起於日本萬代頻道、DOCOMO動畫商城及AbemaTV等串流網站播映。海外方面，線上串流網站Crunchyroll、中華電信MOD、bilibili、爱奇艺以及Animax Asia頻道等均會與日本同步播映。

### 製作人員
- 原作 - 今井哲也
- 監督 - 櫻美勝志
- 系列構成 - 高山文彥
- 人物設計 - 岩倉和憲
- 道具設計 - 藤井昌宏
- 美術設定 - 廣瀬義憲
- 美術監督 - 柳原拓巳
- 色彩設計 - 田辺香奈
- 攝影監督 - 大河内喜夫
- 編輯 - 後藤正浩
- 音響監督 - 岩浪美和
- 音樂 - TO-MAS
- 音樂制作 - Lantis
- 音樂製作人 - 佐藤純之介、臼倉竜太郎
- 監製 - 槙本裕紀、松下俊也、松倉友二
- 製作人 - 谷口慎、石山貴大、小岐須泰世、金子広孝、雪田雅人
- 動畫製作 - J.C.STAFF
- 製作 - 《愛麗絲與藏六》製作委員会（萬代影視、徳間書店、博報堂DY Music & Pictures、J.C.STAFF、Lantis、TOKYO MX、Sony PCL）

### 主題歌
片頭曲〈ワンダードライブ〉
作詞：ぽん，作曲、編曲：小島英也，主唱：ORESAMA
第一話未使用
片尾曲〈Chant〉
作詞、作曲、編曲：コトリンゴ，主唱：toi toy toi
插入曲〈Memories of wonderland〉
作詞、作曲、編曲：TO-MAS SOUNDSIGHT FLUORESCENT FOREST

### 各話列表
| 集數 | 日文名稱 | 中文名稱         | 编剧       | 分镜       | 演出               | 作畫監督                                                                                                | 播放日期      |
| ---- | -------- | ---------------- | ---------- | ---------- | ------------------ | --- | ------------- |
| 1    | （）     | 紅之女王，逃跑   | 佐佐木纯人 | 高山文彦   | 櫻美勝志           | 藤井昌宏、大塚舞、中山由美 佐々木貴宏、直谷たかし、佐藤真史 舘崎大、河野眞也、手島勇人 廣田茜、小松沙奈 | 2017年 4月2日 |
| 2    | （）     | 愛麗絲之夢       | 森田静二   | 綾奈由仁子 | 山川吉樹           | 谷口元浩、藤井昌宏、二宮奈那子 櫻井司、河野眞也、手島勇人 廣田茜                                        | 4月9日        |
| 3    | （）     | 卡牌             | 泰義人     | 安川正吾   | 頂真司             | Kim Yongsik、Oh scari、崔仁燮                                                                           | 4月16日       |
| 4    | （）     | 非人之物         | 關田修     | 安川正吾   | 山川吉樹           | 小田多恵子、飯塚葉子、佐藤元 棚沢隆、服部憲知、櫻井木の實 七荻貳夜                                      | 4月23日       |
| 5    | （）     | 歸處             | 直谷たかし | 木村暢     | 山川吉樹           | 中山由美、佐野はるか、二宮奈那子 福島豊明                                                               | 4月30日       |
| 6    | （）     | 樫村家           | 西田健一   | 綾奈由仁子 | 篠原俊哉           | 谷口元浩、中山由美、廣田茜 加藤愛、櫻井司、錦織成 趙暁昕、河野眞也                                      | 5月14日       |
| 7    | （）     | 朋友             | 福島利規   | 綾奈由仁子 | 頂真司             | 中山由美、佐野はるか、二宮奈那子 馬場一樹、李少雷                                                       | 5月21日       |
| 8    | （）     | 邪惡魔女         | 森田静二   | 大野木寬   | 福田道生           | 廣田茜、加藤愛、鈴木彩乃 河野眞也、手島勇人、舘崎大 中村真悟、趙暁昕、李少雷 藤井昌宏                   | 5月28日       |
| 9    | （）     | 柴郡貓的微笑之處 | 泰義人     | 木村暢     | 頂真司             | Kim Yongsik、Seo Seunghy、Lee Jio Lee Juhyon                                                            | 6月4日        |
| 10   | （）     | 小小的女王       | 山川吉樹   | 大野木寛   | 櫻美勝志、山川吉樹 | 佐野はるか、廣田茜、手島勇人 岩崎亮、二宮奈那子、河野眞也 谷口元浩                                      | 6月11日       |
| 11   | （）     | 女王和魔女       | 鈴木健太郎 | 髙山文彦   | 櫻美勝志           | 佐野はるか、廣田茜、加藤愛 二宮奈那子、手島勇人、河野眞也 趙暁昕                                        | 6月18日       |
| 12   | （）     | 我回來了         | 櫻美勝志   | 大野木寛   | 佐山聖子           | 佐野はるか、廣田茜、加藤愛 滝野茉美、二宮奈那子、手島勇人 櫻井司、錦織成、鶴元慎子 鈴木彩乃             | 6月25日       |

### 播放電視台
| 播放日期               | 播放時間             | 播放電視台 | 対象地域 | 備考                    |
| ---------------------- | -------------------- | ---------- | -------- | ----------------------- |
| 2017年4月2日 - 6月25日 | 星期日 22:30 - 23:00 | TOKYO MX   | 東京都   | 製作参加                |
|                        | 星期日 23:00 - 23:30 | KBS京都    | 京都府   |                         |
| 2017年4月3日 - 6月26日 | 星期一 0:30 - 1:00   | SUN電視台  | 兵庫縣   |                         |
| 2017年4月5日 - 6月28日 | 星期三 0:00 - 0:30   | BS11       | 日本全域 | BS放送 / 《ANIME+》頻道 |
| 2017年4月7日 - 6月30日 | 星期五 22:00 - 22:30 | AT-X       | 日本全域 | CS放送 / 有重播         |

| 配信日期           | 配信時間                                                                                            | 配信網站 | 2017年4月5日 - 6月28日 |
| ------------------ | --------------------------------------------------------------------------------------------------- | -------- | ---------------------- |
| 星期三 12:00 更新  | 萬代頻道 d動畫商城 楽天Showtime Video Market DMM.com GYAO!Store U-NEXT [ 10 ] TSUTAYA TV Video Path |          | 2017年4月6日 - 6月29日 |
| 星期四 更新        | J:COM on-demand                                                                                     |          | 2017年4月9日 - 7月2日  |
| 星期日 1:00 - 1:30 | AbemaTV 新作TV Anime channel                                                                        |          |                        |
| 星期日 12：00 更新 | Happy動画                                                                                           |          |                        |

### BD
| 卷數  | 發售日期       | 收錄話數        | 規格編號  |
| ----- | -------------- | --------------- | --------- |
| Box 1 | 2017年7月28日  | 第1話 - 第5話   | BCXA-1243 |
| 1     | 2017年7月28日  | 第1話           | BCXA-1237 |
| 2     | 2017年8月29日  | 第2話 - 第3話   | BCXA-1238 |
| 3     | 2017年9月27日  | 第4話 - 第5話   | BCXA-1239 |
| Box 2 | 2017年10月27日 | 第6話 - 第12話  | BCXA-1244 |
| 4     | 2017年10月27日 | 第6話 - 第7話   | BCXA-1240 |
| 5     | 2017年11月24日 | 第8話 - 第9話   | BCXA-1241 |
| 6     | 2017年12月22日 | 第10話 - 第12話 | BCXA-1242 |

## 外部連結
- 《愛麗絲與藏六》動畫官方網站 （日語）
- 《愛麗絲與藏六》東京都會電視台動畫介紹專頁 （日語）
- 《愛麗絲與藏六》日本BS放送電視台動畫介紹專頁 （日語）
- 《愛麗絲與藏六》AT-X電視台動畫介紹專頁 （日語）
- 愛麗絲與藏六（漫畫）在動畫新聞網百科全書中的資料（英文）